# Mercedes-Benz W114
 (janvier 2016).
Si vous disposez d'ouvrages ou d'articles de référence ou si vous connaissez des sites web de qualité traitant du thème abordé ici, merci de compléter l'article en donnant les références utiles à sa vérifiabilité et en les liant à la section « Notes et références ».
Surnommée /8 (en allemand : Strich-Acht, en référence à 1968), les W114 sont les 6 cylindres (coupé et berline) et les W115 sont les 4 et 5 cylindres (berline) fabriquées par Mercedes-Benz de 1968 à 1976. Elle succède à la Type 110 (Heckflosse) et sera suivie par la Type 123.

## Historique

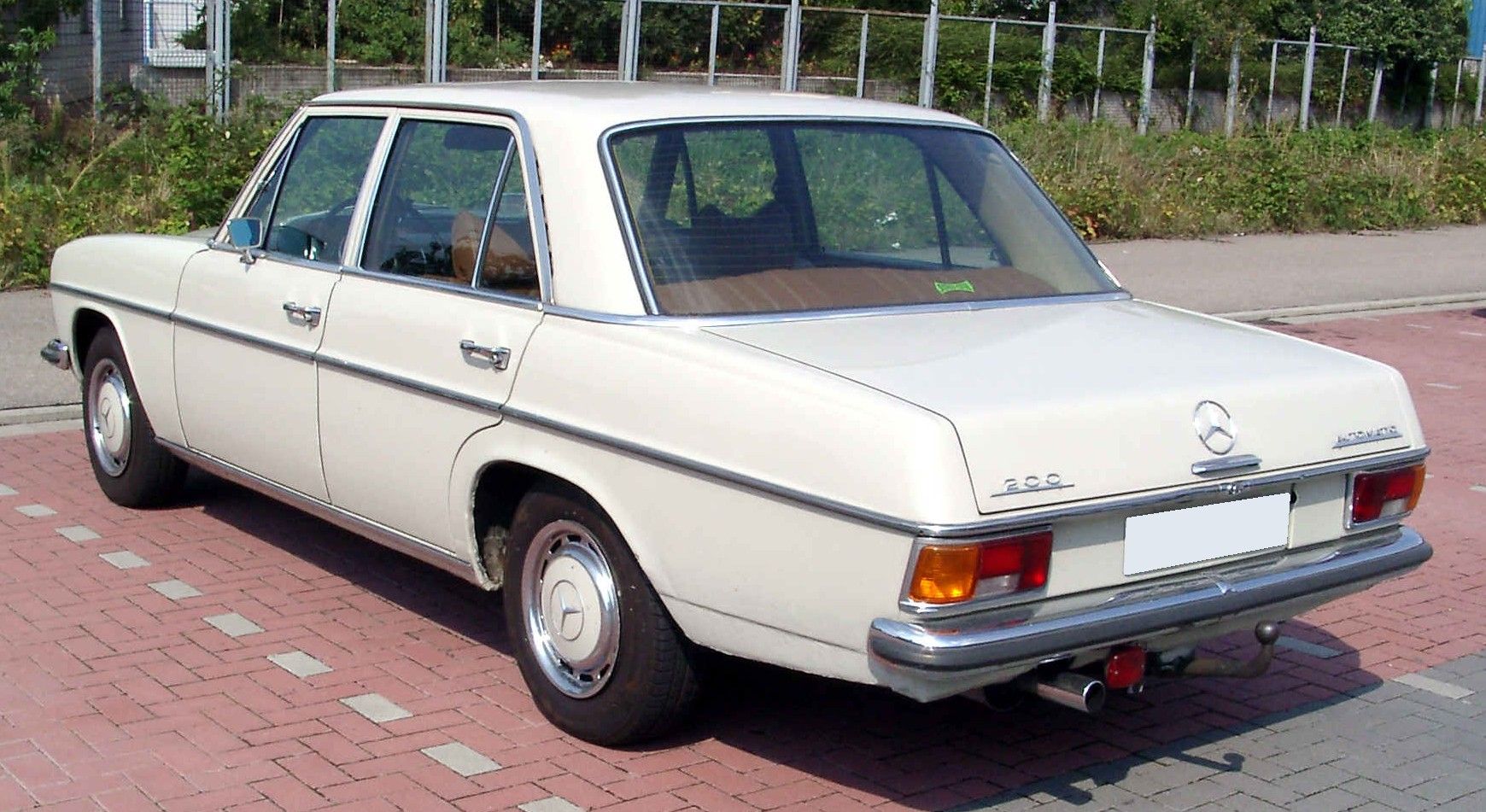
W115 200, vue arrière.

En 1964, la firme allemande Mercedes-Benz décide de concevoir un tout nouveau modèle de berlines afin de remplacer dans les 4 ans les W110. Ils font de nouveau appel au designer Paul Bracq déjà créateur des lignes de nombreuses Mercedes-Benz depuis 1957. Les W114/115 seront sa dernière création, il quitte Mercedes-Benz en 1967.
Les W114 et W115 doivent être nouvelles sur tous les points. Rien n’est laissé au hasard, une nouvelle ligne de caisse, de nouvelles faces avant et arrière, de nouveaux moteurs plus performant encore. Elles restent cependant en propulsion, les marques allemandes maîtrisent largement ce mode de transmission.
Les premières phases sortent des chaînes de production en 1968, avec 7 moteurs essence et 2 moteurs diesel pour les W115 (4 et 5 cylindres) et pas moins de 10 moteurs essence pour le W114 uniquement en 6 cylindres, un modèle de boîte automatique, et un modèle de boîte manuelle 4 rapports. C’est une réussite, elles reprennent le flambeau des berlines allemandes, appréciées de tous et particulièrement des sociétés de taxis allemands qui s’en dotent dès leurs sorties.
Les premières modifications esthétiques arrivent en 1973 avec la phase 2 : nouveaux feux arrière rainurés pour évacuer la saleté plus facilement, nouvelle calandre plus large, rétroviseur intégré à la portière avec glace athermique, nouvelle poignée pour le couvercle de malle, nouveaux joints de pare-brise permettant d'évacuer la pluie vers les gouttières de pavillon. En 1974, Mercedes-Benz lance avec ce modèle le 240 D 3.0L 5 cylindres, diesel le plus puissant du marché toutes marques confondues à l’époque. Les chauffeurs de taxi du monde entier qui roulent déjà en W115 vont se l’arracher.

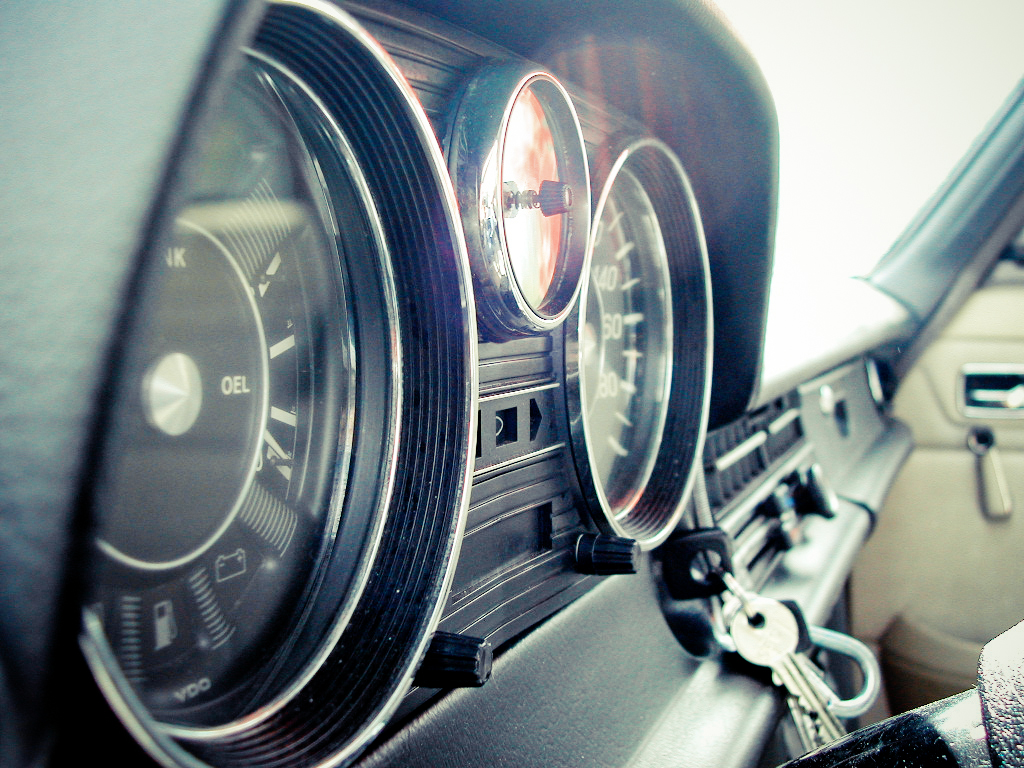
Tableau de bord.

Mais il ne faut pas oublier que ce véhicule était très luxueux dans ses équipements. En effet, Mercedes-Benz va la doter d’équipements encore jamais vus sur une berline de grande série, voici quelques options au catalogue : direction assistée, vitres électriques, climatisation, airbag, radio cassette.
1976, sonne la fin de la commercialisation du W114/115, sa remplaçante la W123 devra faire aussi bien sinon mieux. Nombreuses W114/115 ont dépassé les 400000 km, voire le double. Un taxi grec a fait plus de 4 600 000 km avec son W115 240D 3.0l avant de le ramener chez Mercedes-Benz. Elle est aujourd’hui visible au musée Mercedes-Benz.

## Motorisations
| Modèle                                   | Type    | Moteur    | Cylindrée | Puissance | Vmax | Consommation |
| W 115 (4-/5 cylindres)                   |         |           | [cm3]     | [PS]/[kW] |      | [l/100km]    |
| 200 D                                    | 115.115 | OM 615/R4 | 1 988     | 55/40     | 130  | 8,1          |
| 220 D                                    | 115.110 | OM 615/R4 | 2 197     | 60/44     | 135  | 8,5          |
| 240 D                                    | 115.117 | OM 616/R4 | 2 404     | 65/48     | 138  | 9,5          |
| 240 D 3.0 (Europe) / 300 D (USA, Canada) | 115.114 | OM 617/R5 | 3 005     | 80/59     | 148  | 10,8         |
| 200                                      | 115.015 | M 115/R4  | 1 988     | 95/70     | 160  | 10,9         |
| 220                                      | 115.010 | M 115/R4  | 2 197     | 105/77    | 168  | 11,1         |
| 230.4                                    | 115.017 | M 115/R4  | 2 307     | 110/81    | 170  | 11,4         |
| W 114 (6 cylindres)                      |         |           |           |           |      |              |
| 230 // 230.6                             | 114.015 | M 180/R6  | 2 292     | 120/88    | 175  | 11,2         |
| 250                                      | 114.010 | M 114/R6  | 2 496     | 130/96    | 180  | 11,7         |
| 250 C Coupé                              | 114.021 | M 114/R6  | 2 496     | 130/96    | 180  | 11,7         |
| 250 CE Coupé                             | 114.022 | M 114/R6  | 2 496     | 150/110   | 180  | 11,7         |
| 280                                      | 114.060 | M 110/R6  | 2 746     | 160/118   | 190  | 12,5         |
| 280 E                                    | 114.062 | M 110/R6  | 2 746     | 185/136   | 200  | 12,5         |
| 280 C Coupé                              | 114.073 | M 110/R6  | 2 746     | 160/118   | 190  | 12,5         |
| 280 CE Coupé                             | 114.072 | M 110/R6  | 2 746     | 185/136   | 200  | 12,5         |
| 250 (2.8)                                | 114.011 | M 130/R6  | 2 778     | 140/103   | 180  | 12,5         |
| 250 C Coupé (2.8)                        | 114.023 | M 130/R6  | 2 778     | 130/96    | 180  | 12,5         |

## Production W 114/ W 115
| Année     | 1967 | 1968   | 1969   | 1970   | 1971   | 1972   | 1973   | 1974   | 1975   | 1976  | total  |
| --------- | ---- | ------ | ------ | ------ | ------ | ------ | ------ | ------ | ------ | ----- | ------ |
| 200       | 67   | 20954  | 26138  | 29733  | 35122  | 40562  | 37327  | 37640  | 48214  | 13018 | 288785 |
| 220       | 131  | 23486  | 22493  | 22652  | 24140  | 23684  | 12146  | 0      | 0      | 0     | 128732 |
| 230/4     | 0    | 0      | 0      | 0      | 0      | 7      | 9568   | 30013  | 35073  | 13104 | 87765  |
| 200 D     | 106  | 23293  | 27663  | 32841  | 35000  | 41065  | 45287  | 50613  | 62978  | 21081 | 339927 |
| 220 D     | 364  | 50630  | 59628  | 63314  | 64294  | 73729  | 54321  | 27510  | 21226  | 5254  | 420270 |
| 240 D     | 0    | 0      | 0      | 0      | 0      | 0      | 16512  | 60928  | 38019  | 15860 | 131319 |
| 240 D 3.0 | 0    | 0      | 0      | 0      | 0      | 0      | 0      | 7650   | 34420  | 11620 | 53690  |
| total     | 668  | 118363 | 135922 | 148540 | 158556 | 179047 | 175171 | 214354 | 239930 | 79937 |        |
| 230/6     | 252  | 22064  | 23835  | 25252  | 30520  | 35270  | 31378  | 25314  | 22992  | 4906  | 221783 |
| 250       | 2215 | 20475  | 18692  | 17329  | 15180  | 4412   | 0      | 0      | 0      | 0     | 78303  |
| 250       | 0    | 0      | 0      | 3248   | 7382   | 8266   | 6570   | 4516   | 3580   | 499   | 34061  |
| 280       | 0    | 0      | 0      | 0      | 2      | 9828   | 13718  | 11755  | 6535   | 2699  | 44537  |
| 280 E     | 0    | 0      | 0      | 0      | 18     | 8371   | 8214   | 3612   | 2277   | 344   | 22836  |
| 250 C     | 0    | 3      | 2949   | 2627   | 2348   | 897    | 0      | 0      | 0      | 0     | 8824   |
| 250 C     | 0    | 0      | 1213   | 2425   | 3621   | 2839   | 649    | 490    | 442    | 89    | 11768  |
| 250 CE    | 0    | 3      | 5840   | 8002   | 5898   | 2044   | 0      | 0      | 0      | 0     | 21787  |
| 280 C     | 0    | 0      | 0      | 0      | 1      | 2124   | 4196   | 3734   | 2133   | 963   | 13151  |
| 280 CE    | 0    | 0      | 0      | 0      | 2      | 5389   | 3724   | 1429   | 844    | 130   | 11518  |
| total     | 2467 | 42545  | 52529  | 58883  | 64972  | 79440  | 68449  | 50850  | 38803  | 9630  |        |